# 靴に棲む老婆
『靴に棲む老婆』（くつにすむろうば、There Was an Old Woman）は、1943年に発表されたエラリー・クイーンの長編推理小説。創元推理文庫（1959年）の旧題は『生者と死者と』。
マザー・グースの歌を本格推理に融合させたクイーン中期の作品。

## あらすじ
世界的な製靴会社を築き上げ、豪勢な「靴の家」に女王さながら君臨するコーネリア・ポッツには6人の子どもがいるが、失踪した先夫との間の子ども3人はいずれも変人ぞろいであった。エラリー・クイーンは、裁判狂の長男サーロウが提訴した事件の法廷でポッツ家の顧問弁護士チャールズ・ハンター・パクストンと知り合い、ポッツ家の内情、最初の夫との間の子ども3人はいずれも変人ぞろいだが、現在の夫との間の子ども3人はいずれもまともで、実質的にポッツ製靴を経営しているのが双生児の兄弟であるロバートとマクリンであること、末娘の24歳のシーラと自分は恋仲であることなどを打ち明けられる。
その後、サーロウがいろんな銃を14挺も購入したことを知ったチャールズは、法律事項の打ち合わせを口実にエラリイをポッツ家の夕食に招き、2人でサーロウの監視することにした。その夕食の席で、裁判のことや仕事上の不手際でサーロウを責めるロバートにサーロウは激高し、決闘を申し込むと言い渡した。そして、サーロウは1発だけ銃弾が込められた2挺の銃の好きな方を選べとロバートに迫る。ロバートはやむを得ずスミス&ウェッソンの38口径のリボルバーを選び、サーロウは残ったコルト25口径オートマチック拳銃を取り、夜明けに決闘することになり、エラリイはサーロウから介添人に指名される。
エラリイは、チャールズとロバート、マクリン、シーラと相談し、それぞれの銃に込められた銃弾をどちらもこっそり空包に変えることにした。そして、翌朝6時、取り決めどおりサーロウとロバートの間で決闘が行われたが、実際にサーロウの拳銃から実弾が飛び出し、ロバートが射殺されてしまった。何者かにより銃弾が込め直されたもので、エラリイはその何者が誰なのか調査を始める。

## 主な登場人物
- エラリー・クイーン - 主人公で推理作家。
- リチャード・クイーン - ニューヨーク市警察部警視。エラリイの父。
- トマス・ヴェリー - ニューヨーク市警察部殺人課所属の部長刑事。
- チャールズ・ハンター・パクストン - ポッツ家の顧問弁護士。
- コーネリア・ポッツ - ポッツ製靴会社の創業者。「靴の家」の主。怒りっぽい老婆。
- スティーヴン・ブレント - コーネリアの2番目の夫。
- サーロウ・ポッツ - コーネリアの長男で最初の夫との子。このうえなく屈辱を感じやすい。
- ルーエラ・ポッツ - コーネリアの長女で最初の夫との子。自分を大発明家だと思い込んでいる。
- ホレイショ・ポッツ - コーネリアの次男で最初の夫との子。精神的に子供のままでいる。
- ロバート・ポッツ - コーネリアの三男でスティーヴンとの子。ポッツ製靴の副社長で販売主任。
- マクリン・ポッツ - コーネリアの四男でスティーヴンとの子。ロバートの双生児の兄弟。ポッツ製靴の副社長で宣伝人事主任。
- シーラ・ポッツ - コーネリアの次女でスティーヴンとの子。華奢で赤髪、罪のないおてんば娘。チャーリーの恋人。
- ワッゴナー・イニス - コーネリアの主治医。
- ゴッチ少佐 - スティーヴンのポリネシア時代の相棒。
- カッチンズ - ポッツ家の執事。
- アンダーヒル - 工場支配人。

## 作品の評価
- エラリー・クイーン・ファンクラブ（1980年創立の日本国内のファンクラブ、2024年時点で会員は150名）[2]会員40名の採点による「クイーン長編ランキング」では、本作品は10位となっている[3]。

## 日本語訳書
- 『靴に棲む老婆』 宇野利泰訳、ハヤカワ・ポケット・ミステリ、1954年
- 『靴に棲む老婆』（旧題：『生者と死者と』） 井上勇訳、創元推理文庫、1959年、改題1997年 ISBN 978-4-488-10431-3
- 『靴に棲む老婆 新訳版』 越前敏弥訳、ハヤカワ・ミステリ文庫、2022年 ISBN 978-4150701567

## 備考
- 作者は1930年代に既にマザー・グースの歌詞の順に殺人が起きるという作品の構想を立てていたが、そのプロットがアガサ・クリスティの『そして誰もいなくなった』（1939年）と同じであったため執筆を中断し、複数のマザー・グースが絡む本作を先に執筆し、その後1950年にようやく一つのマザー・グースの歌詞の順番どおりに殺人が起きる『ダブル・ダブル』を発表するに至った[4]。